# 中国汽车摩托车运动联合会
中国汽车摩托车运动联合会是中华人民共和国汽车运动和摩托车运动爱好者等组成的全国性体育组织，由中华全国体育总会领导，成立于2015年，会址位于北京市。

## 历史沿革
前身是中国汽车运动联合会和中国摩托运动协会。2015年10月31日，经中华人民共和国民政部批准，合并为中国汽车摩托车运动联合会。